# Сабарда
Сабарда — река в России, протекает в Красноуфимском округе Свердловской области. Правый приток реки Сараны.

## География
Река Сабарда берёт начало на склоне холма. Течёт преимущественно на север через леса вдали от населённых пунктов. Устье реки находится в 24 км по правому берегу реки Сараны. Длина реки составляет 27 км.
Наиболее крупные притоки (от истока до устья): Ломаная Нога, Ерусалим, Имантай, Тончак, Чёрная.

## Данные водного реестра
По данным государственного водного реестра России относится к Камскому бассейновому округу, водохозяйственный участок реки — Уфа от Нязепетровского гидроузла до Павловского гидроузла, без реки Ай, речной подбассейн реки — Белая. Речной бассейн реки — Кама.
Код объекта в государственном водном реестре — 10010201112111100021381.